# La Promesse (série télévisée, 2021)
Pour les articles homonymes, voir La Promesse.
Production
Diffusion
La Promesse est une série télévisée franco-belge créée par Anne Landois et réalisée par Laure de Butler, et diffusée en Belgique à partir du 3 janvier 2021 sur La Une et en France à partir du 7 janvier 2021 sur TF1. 
Cette série policière est une coproduction de Sortilèges Productions, de TF1, de la société belge Les Gens et de la RTBF (télévision belge).

## Synopsis
Une fillette de onze ans, Charlotte Meyer, disparaît dans les Landes pendant la tempête de décembre 1999. Le capitaine Pierre Castaing mènera l'enquête jusqu'à sa mort. Vingt ans plus tard, une autre enquêtrice qui s'avère être la fille de Pierre Castaing est face à une disparition similaire. Au fil des épisodes l'enquête révèlera des éléments liés aux deux enquêtes.

## Distribution
Sauf indication contraire, les informations mentionnées dans cette section peuvent être confirmées par les bases de données cinématographiques IMDb et Allociné,  présentes dans la section « Liens externes ».

### Acteurs principaux

#### Famille Castaing
- Sofia Essaïdi : Sarah Castaing
  - Élisa Ezzedine : Sarah Castaing, 15 ans (épisodes 2 à 6)
- Olivier Marchal : Pierre Castaing
- Nadia Farès : Inès Castaing
- Leslie Medina : Lilas Castaing
  - Lili Aupetit : Lilas Castaing, 11 ans (épisodes 1, 2, 3 et 6)

#### Autres
- Lorànt Deutsch : Commandant Jérôme Sambuc
- Guy Lecluyse : Serge Fouquet
- Natacha Régnier : Hélène Meyer
- Céleste Lévy : Charlotte Meyer, 11 ans (épisodes 1, 2, 3 et 6)
- Élise Havelange : Jade Munoz
- Irina Muluile : Lieutenant Séverine Perrin
- Robinson Stévenin : Tony Andreï
  - Jules Houplain : Tony Andreï, 19 ans
- Oscar Copp : Lieutenant Romain Legendre
- Juliette Katz : Anaïs Delaire
  - Alice Varela : Anaïs Delaire, 15 ans (épisodes 2, 3 et 6)
- Xavier Robic : Nicolas

Principaux acteurs de la série
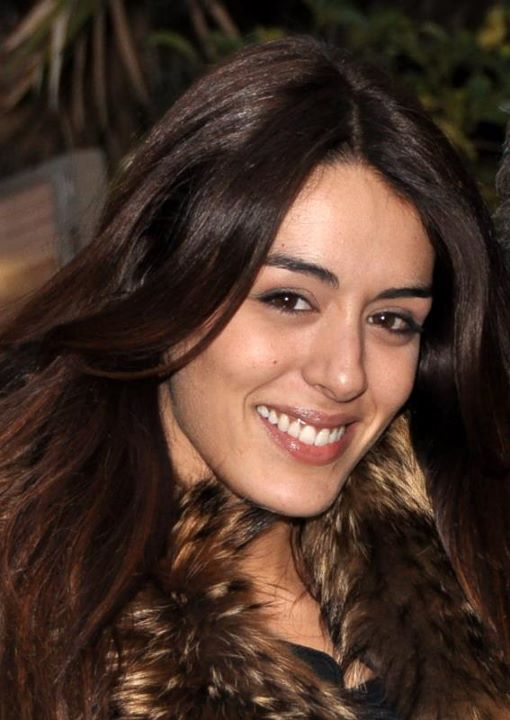
Sofia Essaïdi
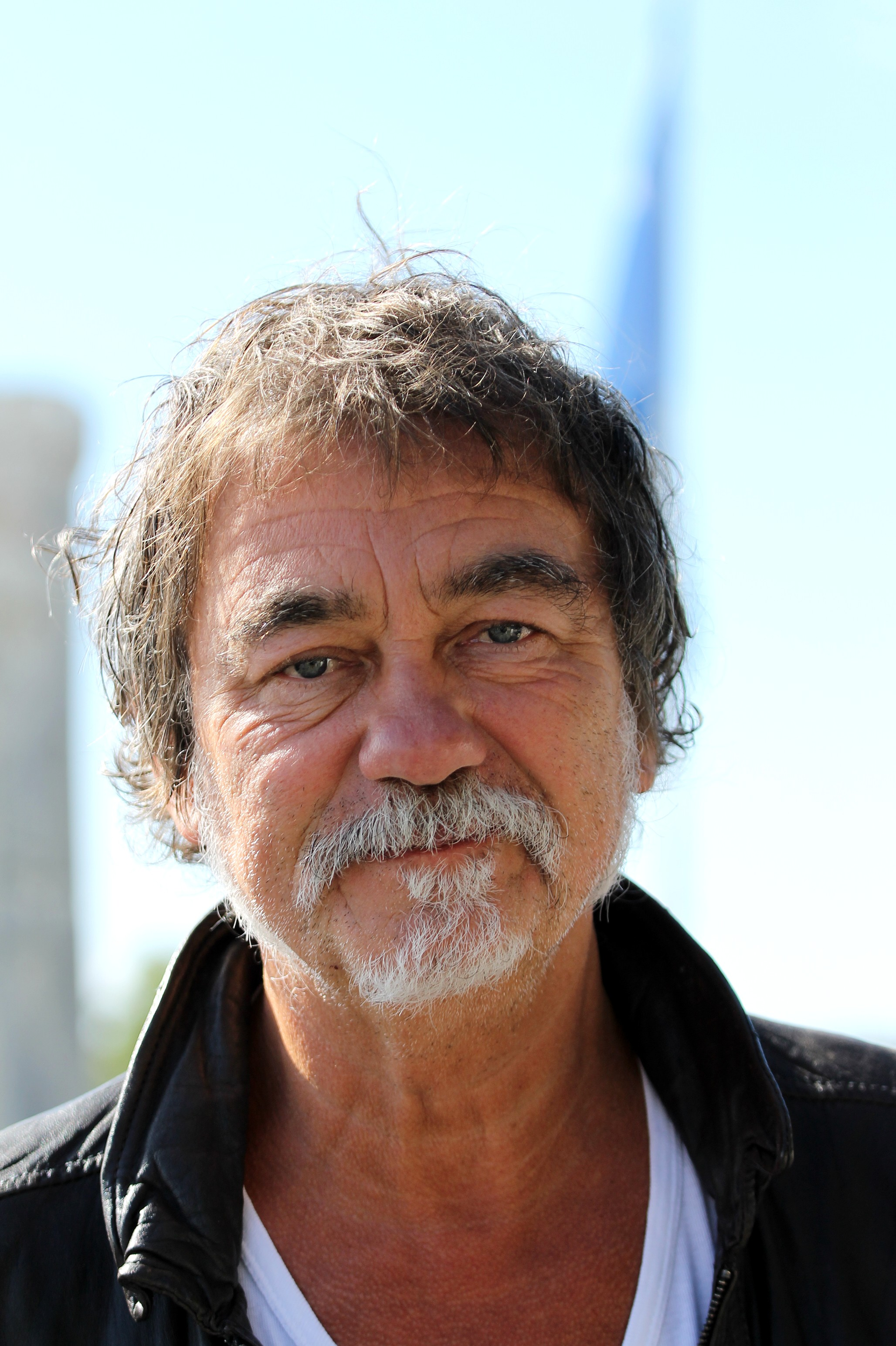
Olivier Marchal
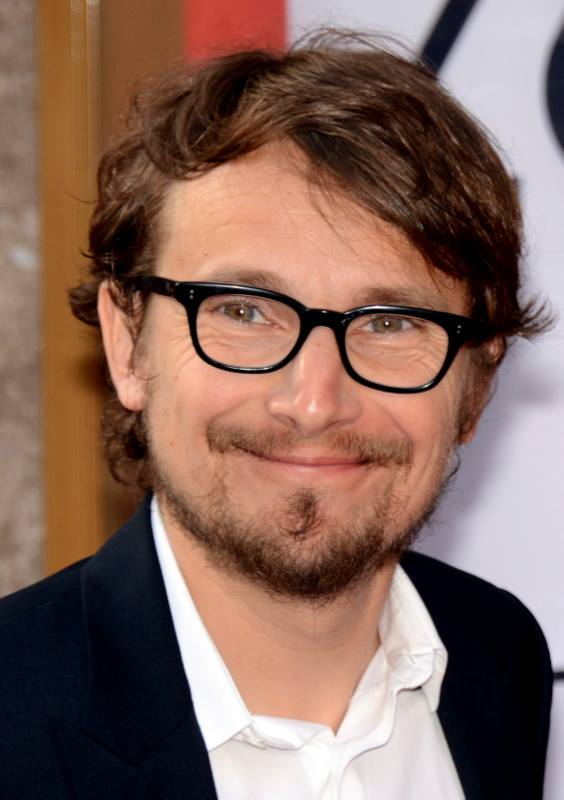
Lorànt Deutsch
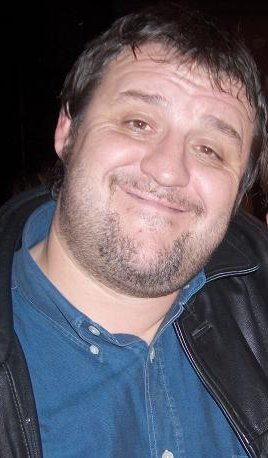
Guy Lecluyse
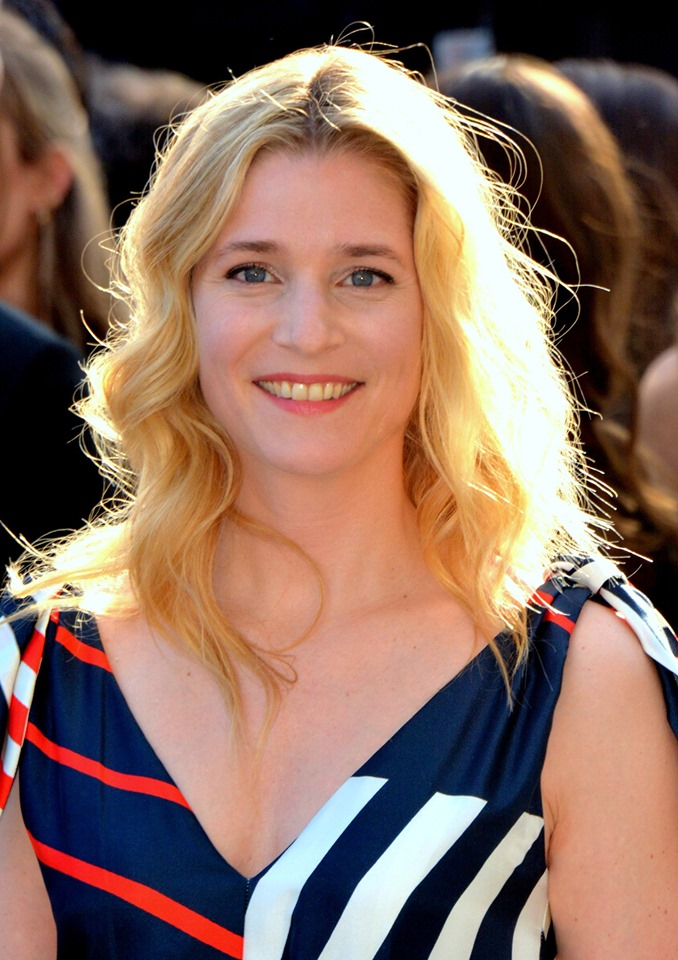
Natacha Régnier
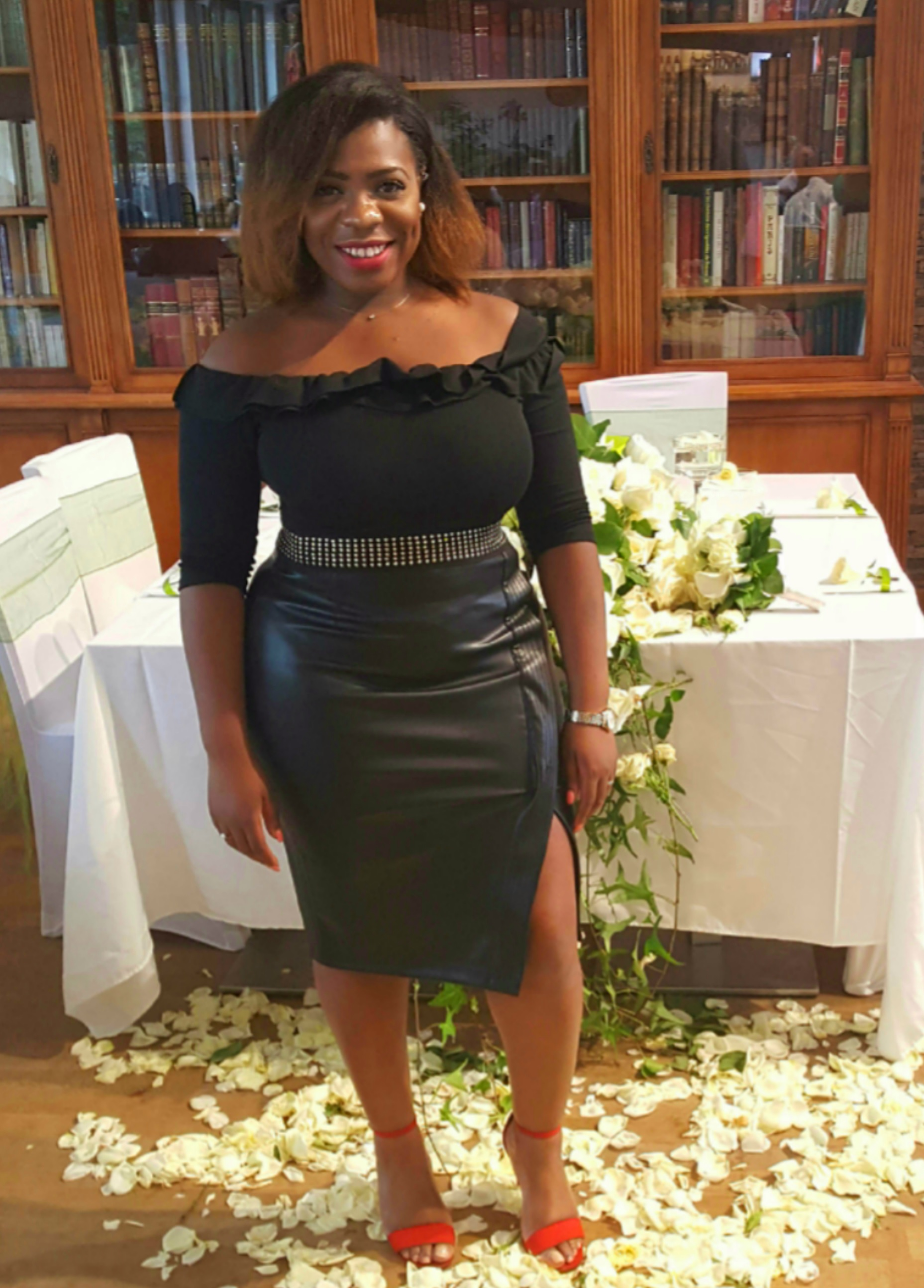
Irina Muluile
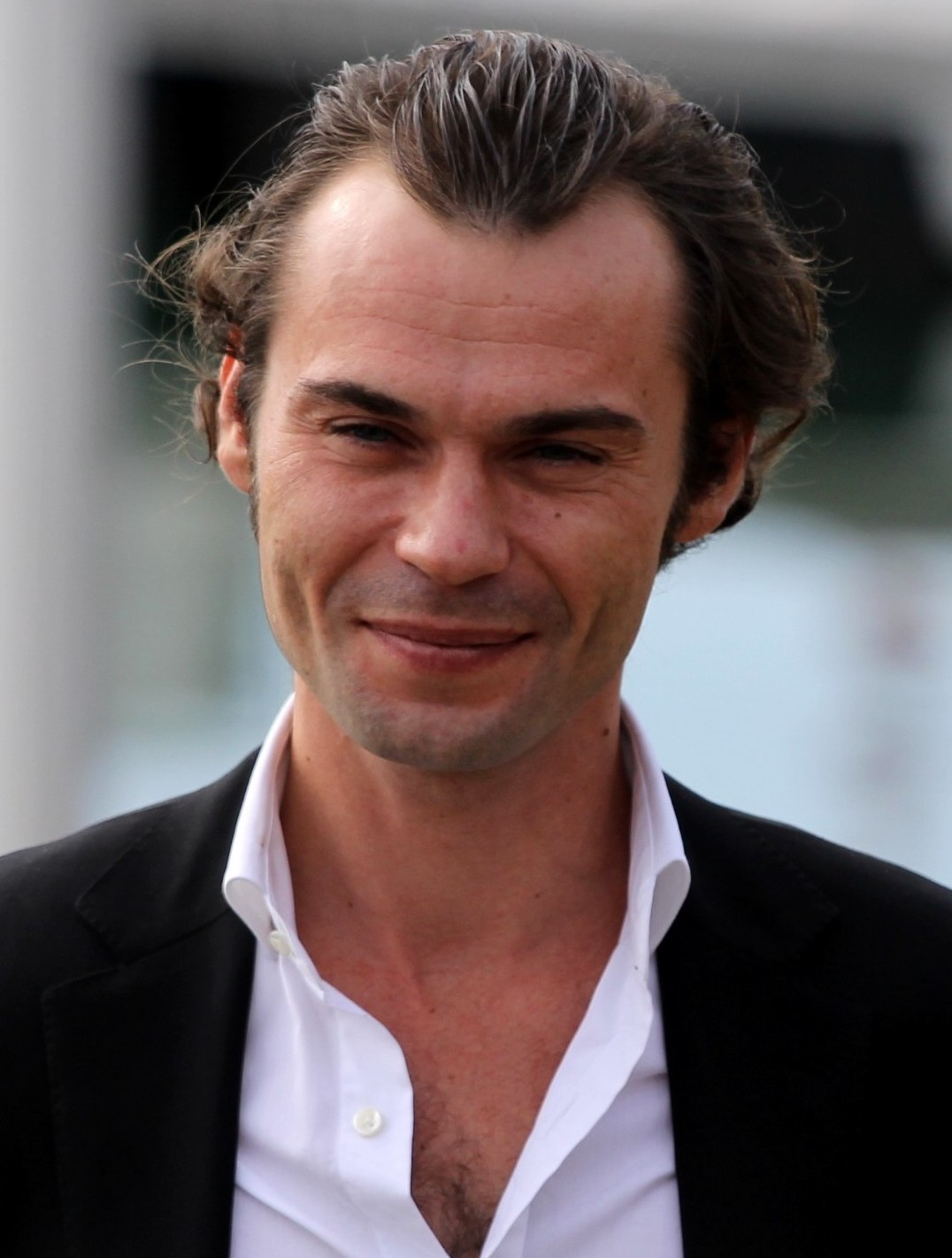
Robinson Stévenin

### Acteurs récurrents
- François Briault : Denis (épisodes 2 à 6)
- Franck Mazoni : Jean-Marc Meyer (épisodes 1, 3, 4 et 6)
- Frédéric Kneip : Commissaire Jansen (en 1999) (épisodes 1, 3, 4 et 5)
- Amandine Pommier Constanzo : Valérie Vidal (épisodes 2 à 4)
- Sébastien Boissavit : Thibaud Vidal (épisodes 3 et 4)
- Malvin Cortet : Léo Vidal (épisodes 2 à 4)
- Pascale Michaud : Nathalie Melun (épisode 4)

## Production

### Genèse et développement
La série est une coproduction de Sortilèges Productions, de TF1, de la société belge Les Gens (division francophone de la maison de production flamande De Mensen) et de la RTBF (télévision belge),,,, réalisée avec la participation de la Radio télévision suisse (RTS) et du Centre national du cinéma et de l'image animée (CNC), ainsi que le soutien de la région Nouvelle-Aquitaine et du département des Landes.

### Tournage
Le tournage, initialement prévu début 2020 a été perturbé par la pandémie de Covid-19,. Dans un entretien accordé à Télé 7 jours, Sofia Essaïdi confie : « On avait commencé en hiver, puis nous avons dû nous interrompre à cause du confinement. La reprise s'est faite au moins de juin. Pendant cet été vraiment très chaud, on a dû porter toute la journée des pulls, des cols roulés, des bottes, des parkas… alors qu'il faisait parfois jusqu'à 41 °C. C'était aussi un gros défi pour les équipes techniques de tenter de recréer une lumière d'hiver ».
Il a lieu en région Nouvelle-Aquitaine, dans les départements de la Gironde et des Landes, notamment dans les villes de Mont-de-Marsan, Dax, Bordeaux, Capbreton, Léon, Moliets-et-Maa, Saint-Sever et Lit-et-Mixe,.

### Fiche technique
Sauf indication contraire, les informations mentionnées dans cette section peuvent être confirmées par les bases de données cinématographiques IMDb et Allociné,  présentes dans la section « Liens externes ».
- Titre original : La Promesse
- Création : Anne Landois
- Casting : Frédérique Amand
- Réalisation : Laure de Butler
- Scénario : Gaëlle Bellan, Simon Jablonka et Anne Landois
- Musique : Nathaniel Méchaly
- Décors : Denis Seiglan
- Costumes : Agnès Falque
- Photographie : Benjamin Louet
- Montage : Emmanuel Douce et Sophie Fourdrinoy
- Production : Frédéric Bruneel, Vassili Clert et Anne Landois
- Société de production : Sortilèges Productions[2], TF1, Les Gens et la RTBF[3],[4],[5]
- Société de distribution : TF1 Distribution
- Pays de production :  France /  Belgique
- Langue originale : français
- Format : couleur
- Genres : Drame policier, thriller
- Durée : 6 x 52 minutes
- Dates de première diffusion :
  - France : 11 décembre 2020 en VOD sur Salto ; 7 janvier 2021 sur TF1
  - Belgique : 3 janvier 2021 sur La Une
  - Québec : 30 septembre 2021 sur plateforme Club Illico
- Public : Déconseillé aux moins de 10 ans

## Accueil

### Audiences et diffusion
En France, la mini-série de six épisodes est diffusée les jeudis, sur TF1, du 7 janvier 2021, au 21 janvier 2021. Un épisode dure environ 52 min (publicités incluses), soit une diffusion de 21 h 5 à 22 h, et de 22 h à 22 h 55. À J+7, les deux premiers épisodes ont été visionnés respectivement par 856 000 et 1 130 000 personnes, ce qui fait grimper les audiences consolidées à 8 310 000 télespectateurs pour le premier épisode et 7 880 000 télespectateurs pour le deuxième. Elle se classe ainsi deuxième des séries les plus regardées en France en 2021, juste derrière HPI et devant Capitaine Marleau.
En Belgique, la mini-série de six épisodes est diffusée les dimanches, sur La Une, du 3 janvier 2021 au 17 janvier 2021. Un épisode dure environ 52 min (publicités incluses), soit une diffusion de 20 h 20 à 21 h 15, et de 21 h 20 à 22 h 15.
Au Québec, la mini-série sera disponible dès le 30 septembre 2021 sur la plateforme de vidéo à la demande Club Illico.
Au Royaume-Uni, la mini-série commence à être diffusée sur BBC Four le 12 février 2022.
| Épisode            | Diffusion             | Diffusion          | Audience moyenne          | Audience moyenne                       | Classement des audiences | Réf.   |
| Épisode            | Jour                  | Horaire            | Nombre de téléspectateurs | Part de marché (sur les 4 ans et plus) | Classement des audiences | Réf.   |
| ------------------ | --------------------- | ------------------ | ------------------------- | -------------------------------------- | ------------------------ | ------ |
| 1                  | Jeudi 7 janvier 2021  | 21 h 05 - 22 h 00  | 7 453 000                 | 31,4 %                                 | 1er                      | [ 17 ] |
| 2                  | Jeudi 7 janvier 2021  | 22 h 00 - 22 h 55  | 6 780 000                 | 33,8 %                                 | 1er                      | [ 17 ] |
| 3                  | Jeudi 14 janvier 2021 | 21 h 05 - 22 h 00  | 7 312 000                 | 30,6 %                                 | 1er                      | [ 18 ] |
| 4                  | Jeudi 14 janvier 2021 | 22 h 00 - 22 h 55  | 6 560 000                 | 35,0 %                                 | 1er                      | [ 18 ] |
| 5                  | Jeudi 21 janvier 2021 | 21 h 05 - 22 h 00  | 7 477 000                 | 30,7 %                                 | 1er                      | [ 19 ] |
| 6                  | Jeudi 21 janvier 2021 | 22 h 00 - 22 h 55  | 6 960 000                 | 36,4 %                                 | 1er                      | [ 19 ] |
|                    |                       |                    |                           |                                        |                          |        |
| Bilan de la saison | Bilan de la saison    | Bilan de la saison | 7 100 000                 | 33 %                                   | –                        | [ 20 ] |

| Épisode | Diffusion                | Diffusion         | Audience moyenne          | Audience moyenne                       | Réf.   |
| Épisode | Jour                     | Horaire           | Nombre de téléspectateurs | Part de marché (sur les 4 ans et plus) | Réf.   |
| ------- | ------------------------ | ----------------- | ------------------------- | -------------------------------------- | ------ |
| 1       | Dimanche 3 janvier 2021  | 20 h 20 - 21 h 15 | 442 455                   | 25,3 %                                 | [ 21 ] |
| 2       | Dimanche 3 janvier 2021  | 21 h 20 - 22 h 15 | 442 455                   | 25,3 %                                 | [ 21 ] |
| 3       | Dimanche 10 janvier 2021 | 20 h 20 - 21 h 15 | 456 872                   | 25,8 %                                 | [ 21 ] |
| 4       | Dimanche 10 janvier 2021 | 21 h 20 - 22 h 15 | 456 872                   | 25,8 %                                 | [ 21 ] |
| 5       | Dimanche 17 janvier 2021 | 20 h 20 - 21 h 15 | 472 119                   | 30,4 %                                 | [ 21 ] |
| 6       | Dimanche 17 janvier 2021 | 21 h 20 - 22 h 15 | 472 119                   | 30,4 %                                 | [ 21 ] |

Légende :
- plus hauts scores d'audiences
- plus bas scores d'audiences

### Critiques

#### Presse
TV Magazine émet une critique positive. Elle indique que la série est « belle parce que remarquablement mise en scène dans une somptueuse succession de plans maritimes et forestiers. Sombre parce qu'outre les affaires policières qu'elle traite, elle brosse une émouvante galerie de destins brisés. […] La Promesse est une série de femmes. Une conjonction de sensibles qui, sans militantisme aucun, confère à l'œuvre une grande humanité, à laquelle s'ajoute un hommage évident au nordic noir, une écriture romanesque, une maîtrise cinématographique de l'arrière-pays et une bande-son qui ne gâche rien. Un produit français rare. Un produit TF1 encore plus rare ».
Télé-Loisirs évoque la distribution, et note : « Des acteurs exceptionnels, Sofia Essaïdi en tête avec le rôle de Sarah, la comédienne, déjà remarquée dans Aïcha et Kepler(s), trouve un personnage à sa mesure. Sofia Essaïdi y est tout simplement exceptionnelle. On croit dur comme fer à son interprétation de « cette femme au caractère fort qui, parce qu'elle n'est pas en paix avec son passé, a bien du mal à vivre le présent et à profiter de sa vie », comme elle nous l'a décrite elle-même. (…) Pour donner la réplique à Sofia Essaïdi, TF1 s'est offert les services d'une distribution de haute volée. À commencer par Olivier Marchal, bien sûr, très crédible dans son rôle de flic taciturne, jusqu'au-boutiste et dépressif. Robinson Stévenin, Lorànt Deutsch, Natacha Régnier, Nadia Farès ou Guy Lecluyse, qui complètent le casting, sont aussi particulièrement convaincants ».